# De Dorpsomroeper
De Dorpsomroeper is een standbeeld dat staat in Loo voor de Sint-Antonius Abtkerk aan de Loostraat.
Het bronzen beeld van een dorpsomroeper geeft een man met stropdas en gleufhoed die een bericht voorleest weer op een bronzen sokkeltje. Ernaast staat een hardstenen blok van 35x40x40 cm. Het beeld wordt aangelicht door een grondspot.
Het is ontworpen en gemaakt door Hans Kuyper en een initiatief van de LOOmaten een groep inwoners van Loo die het dorp een warm hart toedraagt. Het kwam tot stand met steun van de gemeente Duiven.
Dit beeld is een eerbetoon aan de laatste twee dorpsomroepers in Loo: vader Toon en zoon Willem de Bont. Het staat op precies dezelfde plek als waar zij vroeger stonden. Tot aan de Tweede Wereldoorlog verkondigden dorpsomroepers iedere zondag na de hoogmis met luide stem het goede en slechte nieuws. Het hardstenen blok voor het beeld is het originele blok waarop de dorpsomroepers hebben gestaan.